# 農村文化伝承館 山本家
農村文化伝承館 山本家（のうそんぶんかでんしょうかん やまもとけ）は、富山県黒部市宇奈月町明日670番地にある古民家を利用した体験施設・宿泊施設である。

## 概要
もとの建物である『山本家』は、江戸時代末期に建てられたとみられる豪家で、樹木に包まれた3,080m2の敷地に建設内に建てられた木造かやぶき階建て（600m2、間口27m、奥行16m）の母屋と、1883年（明治16年）に建てられた立派な白壁の山門で構成されている。母屋には広い土間や板張りの居間の他、畳敷きの部屋が16室あり、最も広い部屋は21畳である。また、屋敷の裏の山林では山菜が採れたという。母屋の屋根は当初茅葺であったが、1955年にトタン葺となった。
1987年（昭和62年）に元の住民が解体予定だった同家を宇奈月町（当時）に寄付し、宇奈月町は土地を買い取った上で、母屋の屋根や壁の補修、障子や畳の交換などの改修を進め、1988年（昭和63年）6月1日に宿泊施設としてオープンした。
母屋は茶の間を中心とした広間型の間取で、普通の民家に無い部屋として、『カミユイバ』（髪結場）、サヤノマ（畳の敷いてある縁側）がある。茶の間、台所の天井の太い横はりには、手斧はりがかけられている。台所に、ヒアマ（火天）があり、囲炉裏の周囲は約10cmのあげ床の板張りになっている。茶の間とかもいの近くに「まゆ玉」の枝を指す専用の小さな穴があった。
同家では、かまどでご飯を炊いたり、囲炉裏を使った自炊体験が可能で、見学、日帰り、宿泊などに利用されている。また、屋敷内には、昔の生活用品（農機具、古文書）や遊びの用具も展示されている。
施設の管理及び利用者への体験指導は、元の所有者である山本家が委託で行っている。

## 補足
山本家は江戸時代末期には明日村の肝煎（村長）を、1873年（明治6年）には戸長をそれぞれ務めている。また、寺子屋を開いていたこともある。かつては、4haの田畑と3頭の馬を所有しており、太平洋戦争までは正月15日に30人余りの小作人を招いて宴会を持ったと言われている。なお、宴席を設ける時は前座敷と中の間の板戸を取り外して40畳あまりの部屋を作っていた。また、愛本橋の近くにあったため、江戸時代から明治時代にかけて文化人などが数多く宿泊していた。

## 周辺の施設
- 千光寺[6]
- 法福寺
- どやまらんど明日
- 中ノ口緑地公園
- 愛本橋
- 黒部川明日温泉